# تي كي بي -517
تي كي بي -517 (بالإنجليزية: TKB-517)‏ هو سلاح بندقية اقتحام رشاش صممه الروسي جيرمان كوروبوف في سنة 1952م. 